# Salapoumbé
Salapoumbé es una comuna camerunesa perteneciente al departamento de Boumba-et-Ngoko de la región del Este.
En 2005 tiene 17 240 habitantes, de los que 2947 viven en la capital comunal homónima.
Se ubica en el sureste del país, sobre la carretera P4. Su territorio es fronterizo por el este con la prefectura centroafricana de Sangha-Mbaéré. El territorio de esta comuna abarca partes de los parques nacionales de Nki y Boumba Bek.

## Localidades
Comprende, además de Salapoumbé, las siguientes localidades:
- Bela
- Koumela
- Libongo
- Lokomo
- Mikel
- Momboué
- Ngolla 120
- Tembe-Piste